# 丽江红景天
丽江红景天（学名：Rhodiola likiangensis）是景天科红景天属的植物，是中国的特有植物。分布于中国大陆的云南等地，生长于海拔5,100米至5,300米的地区，目前尚未由人工引种栽培。

## 别名
丽江景天（拉汉种子植物名称）